# Paspalum macranthecium
Paspalum macranthecium là một loài thực vật có hoa trong họ Hòa thảo. Loài này được Parodi mô tả khoa học đầu tiên năm 1943.